# Georgina Pota
Georgina Póta (Boedapest, 13 januari 1985) is een Hongaars professioneel tafeltennisspeelster. Samen met haar landgenote Krisztina Tóth werd zij in Sint-Petersburg 2008 Europees kampioene in het dubbelspel voor vrouwen, nadat ze een jaar eerder in Belgrado haar eerste Europese titel won met het nationale vrouwenteam, in het toernooi voor landenploegen. Póta's hoogst behaalde positie op de ITTF-wereldranglijst is de 34e, in zowel januari als mei 2005.

## Sportieve loopbaan
Póta debuteerde in 2001 in het internationale (senioren)circuit toen ze meedeed aan het Kroatië Open, in het kader van de ITTF Pro Tour. Daarop schreef ze in 2005 de dubbelspelen van zowel het Brazilië Open (met Tanja Hain-Hofmann) als het Rusland Open (met Tóth) op haar naam. De Hongaarse plaatste zich dat jaar voor het dubbelspeltoernooi van de ITTF Pro Tour Grand Finals, waarin ze tot de halve finale kwam. Ze speelde haar eerste EK in Aarhus 2005.

Póta won op het eerstvolgende EK, twee jaar later, voor het eerst een Europese titel, in de discipline voor landenploegen. Op hetzelfde evenement was ze tevens dicht bij het goud in het toernooi voor vrouwendubbels. Samen met Tóth haalde ze daarin de finale, maar verloor deze van VViktoryja Pawlovitsj en Svetlana Ganina. In 2008 stond Póta opnieuw in de eindstrijd van dezelfde twee disciplines, maar was de medailleverdeling andersom. Nederland ging ditmaal met de eindzege in het landentoernooi aan de haal, maar de Hongaarse won wel haar eerste Europese titel in het vrouwendubbel. Zij en Tóth waren ditmaal wel het Italiaanse duo Nikoleta Stefanova/Wenling Tan-Monfardini de baas.
Póta plaatste zich zowel in 2005 als 2008 voor de Europese Top-12, waarop ze beide keren als negende eindigde. Ze vertegenwoordigde haar land ook in het enkelspeltoernooi van de Olympische Zomerspelen 2008, waar ze tot de laatste 32 kwam. In competitieverband speelde ze onder meer voor Statisztika Budapest in eigen land en voor het Duitse 3B Berlin, waarmee ze in 2008/09 in de European Champions League uitkwam.